# Eugène Olivier
Eugène Victor Olivier (* 17. September 1881 in Paris; † 5. Mai 1964 ebenda) war ein französischer Fechter, Mediziner und Universitätsprofessor.

## Leben
Eugène Olivier nahm an den Olympischen Spielen 1908 in London teil. Im Einzel erreichte er das Finale, in dem er mit vier Siegen ins Stechen gegen Alexandre Lippmann und Robert Montgomerie musste. Nach einer Niederlage gegen Lippmann setzte er sich gegen Montgomerie durch und gewann so die Bronzemedaille. Im Mannschaftswettbewerb zog die französische Equipe nach Siegen über Dänemark und Großbritannien in das Gefecht um Gold gegen Belgien ein, in dem Frankreich siegreich blieb und Olympiasieger wurde. 1919 wurde er zum Ritter der Ehrenlegion ernannt, 1938 zum Offizier.
Eugène Olivier war auch Professor für Anatomie and lehrte an der Medizinischen Fakultät von Paris.